# Премия Сеченьи
Премия Сеченьи (венг. Széchenyi-díj — высшая государственная награда Венгрии за достижения в области науки и научный исследований. Названа в честь венгерского государственного деятеля Иштвана Сеченьи, основателя Венгерской академии наук.

## История
В Венгрии ежегодно с 1948 года вручается Премия Кошута (Kossuth-díj), как высшая государственная награда в области науки, литературы и искусства. С 1963 года для наград в области науки из премии Кошута была выделена специальная премия. Для этого была создана Государственная премия Венгерской Народной Республики (Magyar Népköztársaság Állami Díja), которая присуждалась до 1990 года.
25 января 1990 года венгерский парламент принял решение о присуждении премии Сеченьи вместо прежней Государственной премии.
С 2000 года премия Сеченьи вручается в виде бронзовой статуэтки высотой 89 мм. Основой является медный цилиндр высотой 255 мм и диаметром 40 мм, верхняя часть на которая помещена статуэтка, покрыта позолотой, а нижняя часть — держатель диплома — посеребрена. Кроме неё лауреат получает значок с изображением портрета Иштвана Сеченьи. Сопроводительный денежный приз не облагается налогом.

## Классы премии
- Премия
- Гран-при

Размер вознаграждения определяется на основе данных Центрального статистического управления. Составляет пятикратную сумму среднего чистого заработка по стране тех, кто живет на заработную плату в предыдущем году. В 2006 году размер премии составил 6,2 млн венгерских форинтов. Сумма гран-при вдвое превышает сумму денежного вознаграждения премии.

## Церемония
Премия Сеченьи в основном присуждается отдельным лицам, но может быть присуждена группе лиц, а также посмертно. Вручение проходит 15 марта в день национального праздника Венгрии, в здании парламента в Будапеште. Премия вручается президентом Венгрии.
Премия Сеченьи также может быть присуждена как Большая премия Сечени (Széchenyi-nagydíj) за особые заслуги перед отдельными лицами. На сегодняшний день Большая премия Сечени присуждалась пять раз: в 1995 году историку, а затем президенту Венгерской академии наук Домокошу Кошари, в 2008 году — математику Ласло Ловасу, в 2011 году — лауреату Нобелевской премии по химии Джорджу Олаху, в 2012 году — учёному-медику Сильвестру Визи и в 2014 году — историку Джону Лукачу.